# 2015년 전미 비평가 협회상
제50회 전미 비평가 협회상은 2015년 최고의 영화를 기리기 위해 2016년 1월에 열린 시상식이다.

## 수상 및 후보

### 작품상
- 스포트라이트 - 토마스 맥카시 수상
- 캐롤 - 토드 헤인즈
- 매드맥스: 분노의 도로 - 조지 밀러

### 감독상
- 캐롤 - 토드 헤인즈 수상
- 스포트라이트 - 토마스 맥카시
- 매드맥스: 분노의 도로 - 조지 밀러

### 여우주연상
- 45년 후 - 샬롯 램플링 수상
- 브루클린 - 시얼샤 로넌
- 피닉스 - 니나 호스

### 남우주연상
- 크리드 - 마이클 B. 조던 수상
- 사울의 아들 - 게자 뢰리히
- 45년 후 - 톰 커트니

### 여우조연상
- 클라우즈 오브 실스마리아 - 크리스틴 스튜어트 수상
- 엑스 마키나 - 알리시아 비칸데르
- 스티브 잡스 - 케이트 윈슬렛
- 러브 앤 머시 - 엘리자베스 뱅크스

### 남우조연상
- 스파이 브릿지 - 마크 라이런스 수상
- 99 홈스 - 마이클 섀넌
- 크리드 - 실베스터 스탤론

### 각본상
- 스포트라이트 - 토마스 맥카시 외 1명 수상
- 아노말리사 - 찰리 카우프만
- 빅쇼트 - 아담 맥케이 외 1명

### 촬영상
- 캐롤 - 에드워드 래크먼 수상
- 자객 섭은낭 - 리판빙
- 매드맥스: 분노의 도로 - 존 세일

### 외국어영화상
- 팀북투 - 압데라만 시사코 수상
- 피닉스 - 크리스티안 페촐트
- 자객 섭은낭 - 허우 샤오시엔

### 다큐멘터리상
- 에이미 - 아시프 카파디아 수상
- 잭슨 하이츠에서 - 프레더릭 와이즈먼
- 피아니스트 세이모어 - 에단 호크